# Гошціїв
Гошціїв (пол. Gościejów) — річка в Польщі, у Цешинському повіті Сілезького воєводства. Права притока Вісли, (басейн Балтійського моря).

## Опис
Довжина річки приблизно 4,18 км, найкоротша відстань між витоком і гирлом — 3,46 км, коефіцієнт звивистості річки — 1,21. Формується багатьма безіменними струмками.

## Розташування
Бере початок на північно-західних схилах Смрековіц. Спочатку тече переважно на північний схід, далі на південний захід через парк і впадає у річку Віслу.

## Цікавий факт
- Річка протікає в межах міста Вісла.
- Річку перетинає автошлях 942.

## Галерея

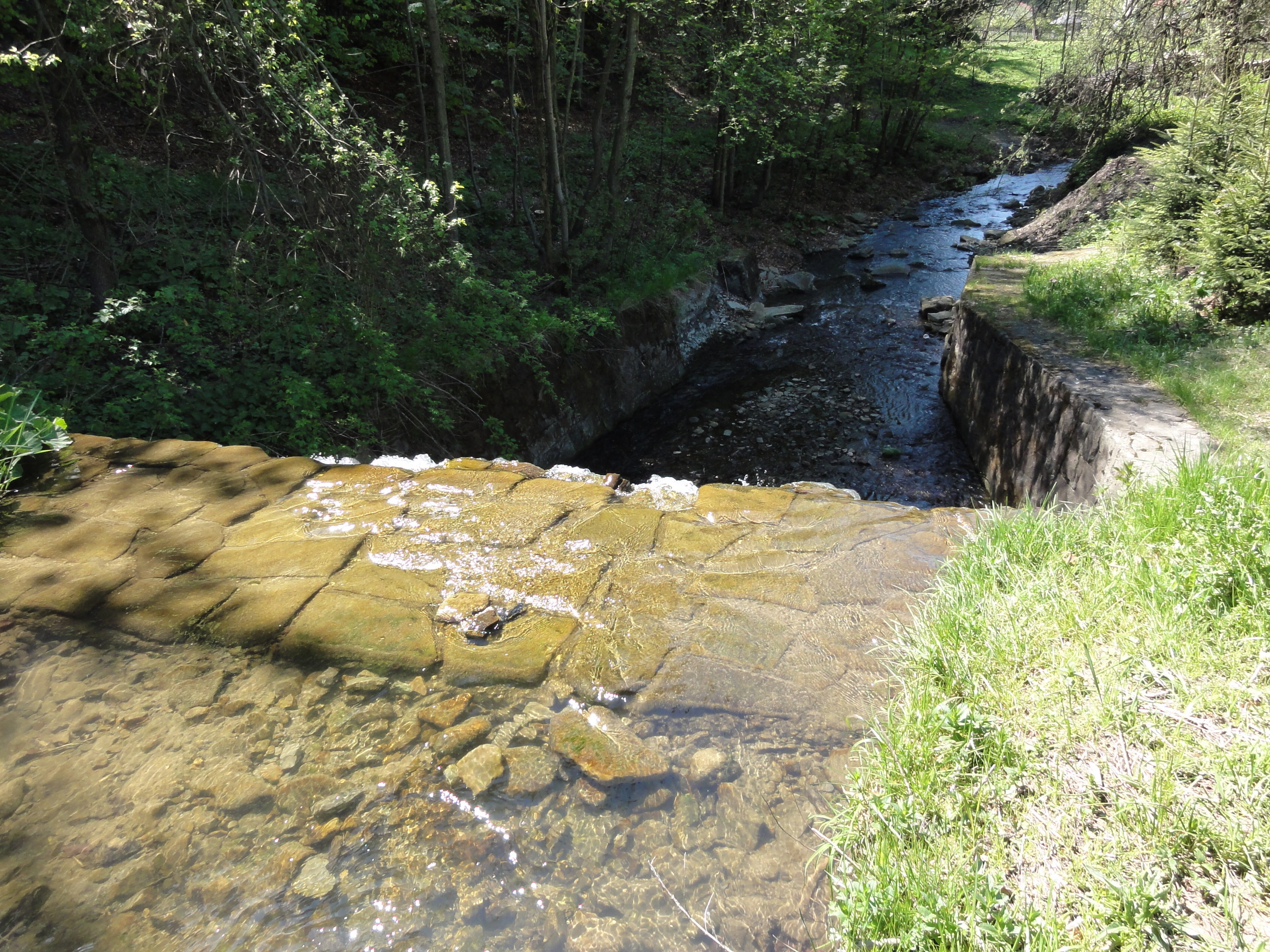